# Ljusfallshammar

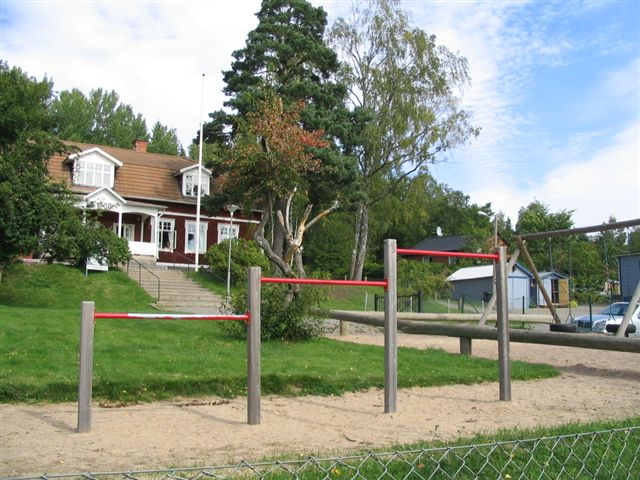
Ljusfalls friskola.

Ljusfallshammar är en tätort i Finspångs kommun i Hällestads socken. 

## Historia
Samhället byggdes upp på mark som tillhörde byarna Djuckerö och Ljusfall. Namnet kommer från byn Lyssfall (Ljusfall) och hammaren vid hyttan. Lyss hammar  finns nämnt i hammarlängder från 1639 och 1651. Runt byarna fanns ett antal gruvor som var förutsättningen för verksamheten. 

### Befolkningsutveckling
| Befolkningsutvecklingen i Ljusfallshammar 1960–2020 | Befolkningsutvecklingen i Ljusfallshammar 1960–2020 | Befolkningsutvecklingen i Ljusfallshammar 1960–2020 | Befolkningsutvecklingen i Ljusfallshammar 1960–2020 | Befolkningsutvecklingen i Ljusfallshammar 1960–2020 |
| --------------------------------------------------- | --------------------------------------------------- | --------------------------------------------------- | --------------------------------------------------- | --------------------------------------------------- |
|                                                     |                                                     |                                                     |                                                     |                                                     |
| År                                                  |                                                     |                                                     | Folkmängd                                           | Areal (ha)                                          |
| 1960                                                | 1960                                                |                                                     | 306                                                 |                                                     |
| 1965                                                | 1965                                                |                                                     | 411                                                 |                                                     |
| 1970                                                | 1970                                                |                                                     | 394                                                 |                                                     |
| 1975                                                | 1975                                                |                                                     | 425                                                 |                                                     |
| 1980                                                | 1980                                                |                                                     | 443                                                 |                                                     |
| 1990                                                | 1990                                                |                                                     | 417                                                 | 66                                                  |
| 1995                                                | 1995                                                |                                                     | 393                                                 | 66                                                  |
| 2000                                                | 2000                                                |                                                     | 354                                                 | 66                                                  |
| 2005                                                | 2005                                                |                                                     | 318                                                 | 66                                                  |
| 2010                                                | 2010                                                |                                                     | 327                                                 | 65                                                  |
| 2015                                                | 2015                                                |                                                     | 316                                                 | 72                                                  |
| 2020                                                | 2020                                                |                                                     | 318                                                 | 72                                                  |
|                                                     |                                                     |                                                     |                                                     |                                                     |

## Samhället
Ljusfallshammar är ett brukssamhälle i nordvästra Östergötland utmed riksväg 51 i Finspångs kommun. Samhället har fina fiskesjöar och sevärdheter som ett av Sveriges största skogs- och lantbruksmuseer, med föremål från bondens vardag samt olika hantverksmiljöer. Skolan i samhället drivs som friskola av Ljusfalls skolas ekonomiska förening.